# Hörups kyrka

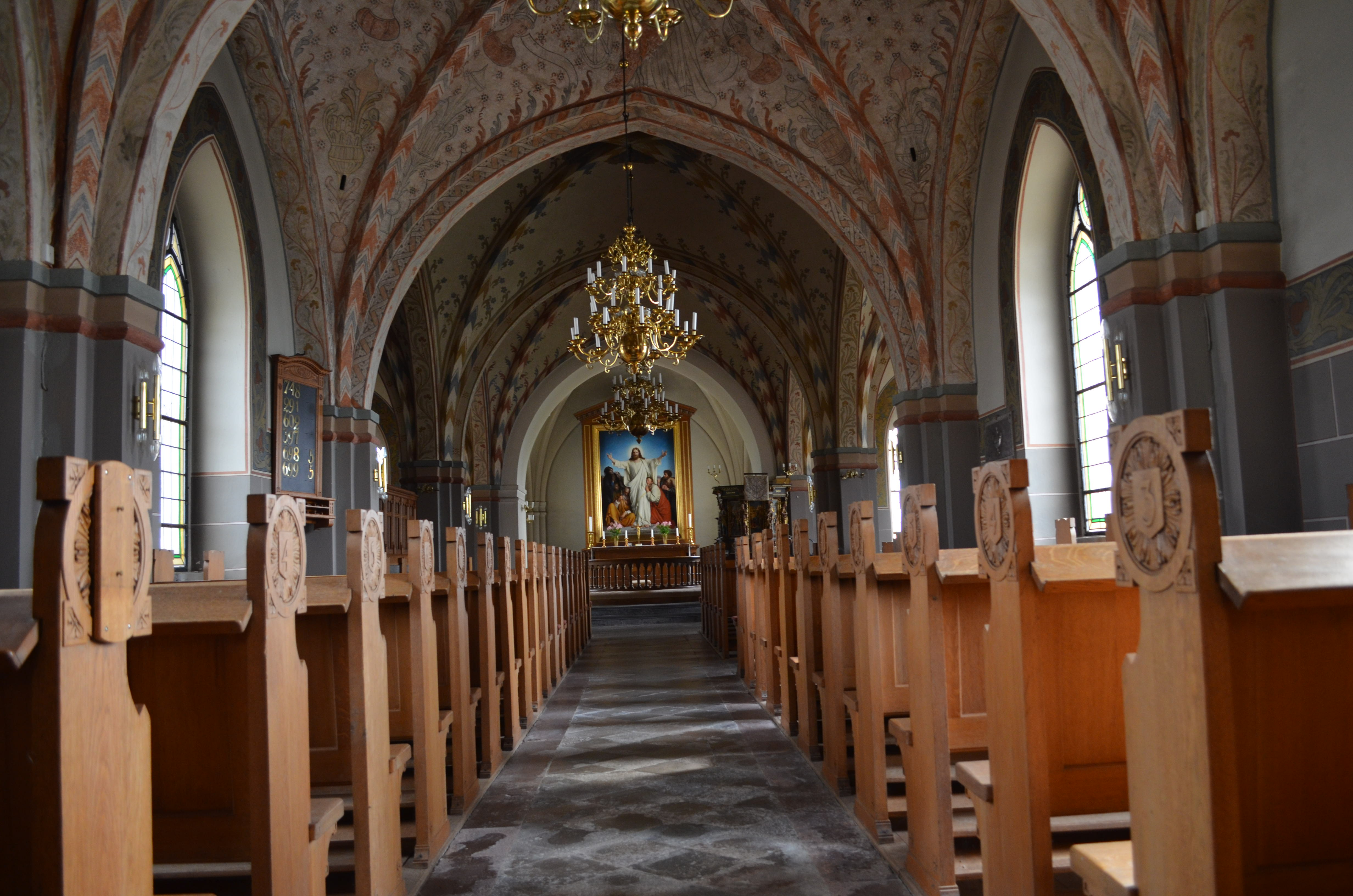
Hörups kyrkosal

Hörups kyrka är en kyrkobyggnad i Hörup. Den tillhör Löderups församling i Lunds stift.

## Kyrkobyggnaden
Kyrkan byggdes ursprungligen under 1100-talet i romansk stil. Under 1400-talet slogs valven. Tornet är brett.
En förlängning österut företogs 1848.

## Inventarier
Kyrkans altartavla är originalet till verket Christus Consolator av Carl Bloch.
Predikstolen skall ha utförts av Jacob Kremberg.
Dopfunten med palmettbård på cuppan skulpterades på 1100-talet.
Här finns även ett krucifix i ek, som dateras till början av 1500-talet.

### Orgel
- 1785 byggde Andreas Malmlöf, Malmö en orgel.
- 1865 byggde Johan Nikolaus Söderling, Göteborg en orgel med 8 stämmor.
- Den nuvarande orgeln byggdes 1907 av Johannes Magnusson, Göteborg och är en mekanisk orgel med pneumatiska lådor.

| Huvudverk I        | Svällverk II      | Pedal      | Koppel |
| Gedacktpommer 16´  | Rörflöjt 8´       | Subbas 16´ | I/P    |
| Principal 8´       | Quintadena 8´     | Flöjt 4´   | II/P   |
| Gedackt 8´         | Principal 4'      |            | II/I   |
| Dolce 8'           | Flageolet 2'      |            | I 4'/I |
| Oktava 4'          | Larigot 1 1/3'    |            |        |
| Flöjt 4'           | Oktava 1'         |            |        |
| Rauschkvinta 2 fag | Crescendosvällare |            |        |
| Mixtur 4 fag       |                   |            |        |